# Sanctuaire des Martyrs coréens de Jeoldu-san
Le sanctuaire des Martyrs coréens de Jeoldu-san (coréen pour : « mont des Décapitations »), dans le quartier de Mapo-gu, à Séoul en Corée du Sud, est un ensemble de bâtiments au milieu d’espaces verts construits à la mémoire des martyrs catholiques de Corée, morts en témoignage de la foi chrétienne au XIXe siècle. Édifié et inauguré en 1967 sur un promontoire rocheux dominant le fleuve Han, comme monument commémoratif du centième anniversaire de la dernière vague d’exécutions (1866), l’ensemble comprend un musée, une église, un chemin de croix en plein air et divers monuments et statues dans un jardin environnant ; il abrite également les tombes de 26 martyrs coréens. Le sanctuaire est reconnu sanctuaire national par l’Église catholique, et est également sur le passage de la troisième route de pèlerinage des Sentiers du pèlerinage catholique, un sanctuaire international.

## Histoire
La foi catholique commence à  se répandre en Corée à partir de la fin du XVIIIe siècle. Des laïcs coréens, ramènent de Chine des livres sur la foi chrétienne (dont certains furent écrits par Matteo Ricci). Les premiers missionnaires en Corée sont des laïcs coréens… En 1839 arrivent des prêtres français des Missions étrangères de Paris. Les persécutions commencent peu après et une première vague d’exécutions a lieu sur le promontoire rocheux surplombant le fleuve Han (1839).
André Kim Taegon, premier prêtre coréen est exécuté en 1846, lors de la deuxième série d’exécutions. Lors de la troisième, sept prêtres et trois évêques français (des Missions étrangères de Paris) font partie des victimes. Ce qui entrainera une expédition militaire punitive de la part de la France en octobre 1866.
Le nombre exact des victimes de ces persécutions n’est pas connu. Il est certain cependant que la grande majorité d’entre eux sont des laïcs, hommes et femmes qui se déclaraient chrétiens bien que cette religion fut prohibée dans le pays.  Les chiffrent varient de 8 000 à 10 000. Tous sont exécutés au même endroit, proche du fleuve Han, où les corps étaient jetés. Le lieu est connu depuis lors comme « mont des Décapitations » (« Jeoldu-san »)

## Réalisation du projet
Le centenaire de la dernière vague de persécution approchant il fut décidé d’ériger un sanctuaire qui commémore les milliers de chrétiens, martyrs de la foi. André Kim Taegon, Paul Chong Hasang et 77 autres victimes des persécutions de 1838 et 1846 sont béatifiés par Pie XI en 1925. D’autres béatifications suivent en 1968. Vingt-quatre victimes identifiées, parmi les milliers qui perdent la vie durant les années 1866 sont béatifiées par Paul VI. Les 103 sont canonisées ensemble le 6 mai 1984, à Séoul même, lors de la visite pastorale que fait Jean-Paul II en Corée du Sud. Il visite également le sanctuaire de Jeoldu-san.
Le site choisi est l’endroit où furent exécutés de nombreux catholiques, lors des persécutions qui sévirent dans les dernières années de la dynastie Joseon, en 1866. Église et mémorial aux martyrs connus et inconnus de Corée se trouvent au milieu d’un jardin aménagé sur un promontoire rocheux appelé « mont des Décapitations » surplombant le fleuve Han, à  Séoul. L’église abrite les tombes de 28 martyrs et le mémorial recèle quelque 3 000 objets religieux appartenant aux martyrs. 
L’ensemble comprend également un musée (le musée des Martyrs catholiques de Corée), relié à l’église, où sont rassemblés des documents historiques, photographies et reconstructions visuelles. Outre le chemin de croix et la grotte de Lourdes, le jardin est agrémenté de nombreux monuments, statues (André Kim Taegon, Siméon-François Berneux, Jean-Paul II), et stèles commémoratives permettent un parcours historique et contemporain. 